# Magdalena Egger
 Magdalena Egger, née le 22 janvier 2001 à Feldkirch, est une  skieuse alpine autrichienne.

## Biographie
En 2019 à Jahorina elle remporte le Festival Olympique de la Jeunesse européenne à la fois en slalom et en slalom géant.
En 2020 à Narvik elle est triple-championne du monde juniors en remportant la descente, le super G et le combiné, les trois fois devant sa compatriote Lisa Grill.
En novembre 2020, elle marque ses premiers points en Coupe du monde en prenant la 19e place du slalom de Levi. En mars 2021, elle prend la 3e place du super G des championnats du monde juniors de super G à Cortina d'Ampezzo.
En mars 2022, elle domine à nouveau les Mondiaux juniors en remportant à Panorama 5 médailles, dont 3 d'or, en descente, super G et slalom géant. Elle totalise ainsi 6 victoires au championnat du monde, et égale le record de victoires dans cette compétition. Elle remporte ensuite le titre de Championne d'Autriche 2022 de super G.
En 2023-2024, avec 8 tops-10 dont 4 secondes places, elle termine la coupe d'Europe à 4e place du classement général et à la seconde place du classement du super G, ce qui lui donne un ticket nominatif pour la coupe du monde de super G.
La saison suivante, elle marque ses premiers points en coupe du monde de descente et de super G avec comme meilleur résultat une 18e place en mars 2025 dans la descente de Kvitfjell. Elle remporte aussi sa première victoire en coupe d'Europe lors du second super G de Kitzbühel.

## Palmarès

### Coupe du monde
- Meilleur classement général : 79e en 2025 avec 44 points[7].
- Meilleur classement de slalom : 44e en 2021 avec 12 points[7].
- Meilleur classement de descente : 33e en 2025 avec 24 points[7].
- Meilleur classement de super G : 37e en 2025 avec 20 points[7].
- 30 épreuves disputées (à fin mars 2025)
- Meilleur résultat sur une épreuve de coupe du monde de slalom : 19e au slalom de Levi le 21 novembre 2020.
- Meilleur résultat sur une épreuve de coupe du monde de descente : 18e de la descente de Kvitfjell le 1er mars 2025.

#### Classements
| Saison / Épreuve | Saison / Épreuve | Général | Général | Descente | Descente | Super G | Super G | Géant  | Géant  | Slalom | Slalom | Combiné | Combiné |
| ---------------- | ---------------- | ------- | ------- | -------- | -------- | ------- | ------- | ------ | ------ | ------ | ------ | ------- | ------- |
| Saison / Épreuve | Saison / Épreuve | Class.  | Points  | Class.   | Points   | Class.  | Points  | Class. | Points | Class. | Points | Class.  | Points  |
| 2021             | 2021             | 108e    | 12      | -        | -        | -       | -       | -      | -      | 44e    | 12     | -       | -       |
| 2025             | 2025             | 79e     | 44      | 33e      | 24       | 37e     | 20      | -      | -      | -      | -      | -       | -       |

### Championnats du monde juniors
| Épreuve / Édition           | Descente | Super G | Slalom géant | Slalom  | Combiné | Team event |
| Mondiaux 2019 Val di Fassa  | -        | -       | 35e          | Abandon | -       | -          |
| Mondiaux 2020 Narvik        | Or       | Or      | -            | annulé  | Or      | annulée    |
| Mondiaux 2021 Bansko        | annulée  | Bronze  | Abandon      | Abandon | annulé  | annulé     |
| Mondiaux 2022 Panorama (en) | Or       | Or      | Or           | 15e     | Argent  | Argent     |

### Coupe d'Europe
- 7 podiums (à fin mars 2025) dont une victoire
  - 1re au super G de Kitzbühel le 9 mars 2025

#### Classements
| Saison / Épreuve | Saison / Épreuve | Général | Général | Descente | Descente | Super G | Super G | Slalom géant | Slalom géant | Slalom | Slalom | Combiné | Combiné |
| ---------------- | ---------------- | ------- | ------- | -------- | -------- | ------- | ------- | ------------ | ------------ | ------ | ------ | ------- | ------- |
| Saison / Épreuve | Saison / Épreuve | Class.  | Points  | Class.   | Points   | Class.  | Points  | Class.       | Points       | Class. | Points | Class.  | Points  |
| 2020             | 2020             | 41e     | 164     | 42e      | 13       | 67e     | 8       | 29e          | 55           | 29e    | 48     | 23e     | 20      |
| 2021             | 2021             | 25e     | 227     | 18e      | 46       | 23e     | 42      | 33e          | 73           | 31e    | 66     | -       | -       |
| 2022             | 2022             | 25e     | 265     | 19e      | 100      | 46e     | 9       | 64e          | 10           | 17e    | 146    | -       | -       |
| 2023             | 2023             | 81e     | 96      | 19e      | 96       | -       | -       | -            | -            | -      | -      | -       | -       |
| 2024             | 2024             | 4e      | 522     | 4e       | 255      | 2e      | 234     | 40e          | 33           | -      | -      | -       | -       |
| 2025             | 2025             | 17e     | 338     | -        | -        | 5e      | 338     | -            | -            | -      | -      | -       | -       |

### Festival Olympique de la Jeunesse Européenne
| Édition/Épreuve    | Slalom géant | Slalom | Team event |
| FOJE 2019 Jahorina | Or           | Or     | -          |